# فيتامين بي12 مصلي
فيتامين بي12 مصلي (بالإنجليزية: Serum vitamin B12)‏ هو اختبار مختبري طبي يقيس كمية فيتامين بي12 الذي يرتبط بكلا من الترانسكوبالامينات في الدم فقط وليس الأنسجة. في معظم الأحيان، يرتبط 80–94% من فيتامين بي12 في الدم بالهابتوكورين، في حين أن 6–20% فقط يرتبط بالترانسكوبالامين الثاني. فقط ترانسكوبالامين الثاني هو البروتين "النشط" الذي يمكن استخدامه من قبل الجسم. يتراوح إجمالي فيتامين بي12 في الجسم بين 2 و5 ملغ مع تخزين 50٪ من ذلك في الكبد. قد لا يكون إجمالي فيتامين بي12 مؤشرا حيويا حقيقيا لعكس ما يخزنه الجسم داخل الخلايا. يمكن أن تكون مستويات فيتامين بي12 مرتفعة أو منخفضة بشكل خاطئ وتختلف بيانات الحساسية والنوعية على نطاق واسع. لا يوجد تشخيص جوهري لتأكيد نقص فيتامين بي12 لدى البشر.
يستخدم مقدمو الرعاية هذا الاختبار عند الاشتباه في نقص فيتامين بي12، والذي يمكن أن يسبب فقر الدم، وتلف الاعصاب الذي لا رجعه فيه. يختلف القطع بين مستويات فيتامين بي12 الطبيعية ونقصها حسب البلد والمنطقة. يتم تحديد تشخيص نقص فيتامين بي12 من خلال مستويات الدم الأقل من 200 أو 250 بيكوغرام لكل مل (148 أو 185 بيكومول لكل لتر). يمكن أن يعاني بعض الأشخاص من أعراض مع مستوياتهم الطبيعية من الفيتامين، أو قد يكون لديهم مستويات منخفضة على الرغم من عدم وجود أعراض. قد يتم عمل أختبارات اخرى لتقييم حالة الأفراد. أثناء العلاج أو بعده، لا فائدة من قياس قيم فيتامين بي12 بهدف قياس فعالية العلاج لدى الأفراد.

## المستويات الطبيعية
يوضح اختبار الدم مستويات فيتامين بي12 في الدم. من الممكن تحديد نقص فيتامين بي12 لكن ليس دائما. هذا يعني أنه يقيس أشكال فيتامين بي12 «النشطة» والتي يمكن استخدامها من قبل الجسم، وكذلك الأشكال «غير النشطة»، والتي لا يمكن استخدامها. ومع ذلك، يجب أيضا تقييم مستويات فيتامين بي12 العادية أو فوق نقطة القطع بعناية في سياق الحالة الصحية الفردية. قد ترتبط مستويات فيتامين بي12 المرتفعة أو الطبيعية في المصل أيضا بنقص وظيفي في الفيتامين. تم وصف النقص الوظيفي على الرغم من ارتفاع تركيزات فيتامين بي12 ويرجع ذلك إلى فشل امتصاص الخلايا، المعالجة داخل الخلايا، أو استخدامها. على الرغم من ذلك، قد يحدث انخفاض فيتامين بي12 مصلي بخلاف النقص الحقيقي لأسباب وظروف مختلفة. عادة ما تكون مستويات المصل المرتفعة أو فوق الفسيولوجية غير مثيرة للقلق، على الرغم انه دون مكملات ارتبطت بالعديد من الحالات المرضية الشديدة.
- النطاق المرجعي الطبيعي:[3]
  - 200 إلى 1000 بيكوغرام لكل مل (148 إلى 738 بيكومول لكل لتر)

غالبا ما تستخدم المختبرات وحدات مختلفة وقد يختلف "الطبيعي" حسب عدد السكان وتقنيات المختبر المستخدمة. طرح بعض الباحثين بأن المعايير القياسية الحالية لمستويات فيتامين بي12 منخفضة جدا.